# Der Abendhimmel (Bruckner, 1862)
Der Abendhimmel,  WAB 55, ist ein Weltliches Chorwerk, das 1862 von Anton Bruckner komponiert wurde.

## Geschichte
Bruckner komponierte diese erste Vertonung des „Abendliedes“ Der Abendhimmel im Januar 1862. Er verwendete für die Komposition einen Text von Joseph Christian von Zedlitz, den er auch für eine zweite Vertonung des Liedes im Jahr 1866 verwenden sollte. Bruckner widmete das Werk dem Männerquartett Anton Munsch [Anton Munsch (1. Tenor), Anton Stiefler (2. Tenor), Eduard Benoni (1. Bass) und Mathias Weissmann (2. Bass)].
Das Stück wurde am 4. Juli 1900 von der Liedertafel Frohsinn erstmals in einer Anpassung für Männerchor aufgeführt. Der Kommentator der Linzer Zeitung (7. Juli 1900) schrieb über „eine herrliche Schöpfung unseres heimischen Meisters Dr. Anton Bruckner“.
Die Originalhandschrift befindet sich im Archiv der Österreichischen Nationalbibliothek. Es wurde zuerst in Band III/2, S. 18–20 der Göllerich/Auer-Biografie veröffentlicht. Es wird in Band XXIII/2,  Nr. 15 der Gesamtausgabe herausgegeben.

## Text
Der Abendhimmel verwendet einen Text von Joseph Christian von Zedlitz.
Wenn ich an deiner Seite

Im Abenddunkel geh’,

Den Mond und sein Geleite,

Die tausend Sterne seh’,

Dann möchte ich den Mond umfangen

Und drücken an meine Brust,

Die Sterne herunterlangen

In voller, seliger Lust,

Mit ihnen die Locken dir schmücken

Und schmücken die schöne Brust,

Ich möcht’ dich schmücken und drücken

Und sterben von Wonn’ und Lust. 

## Musik
Das 38-Takte lange Werk in 6/8 ist in As-Dur. Es ist für Männerquartett a cappella geschrieben.

## Diskografie
Es gibt zwei Aufnahmen von Der Abendhimmel, WAB 55:
- Guido Mancusi, Chorus Viennensis, Musik, du himmlisches Gebilde! – CD: ORF CD 73, 1995
- Thomas Kerbl, Quartet of the Männerchorvereinigung Bruckner 08, Anton Bruckner – Männerchöre – CD: LIVA 027, 2008